# شهادي رايت جوزيف

شهادي رايت جوزيف هي ممثلة أمريكية ولدت في 29 أبريل 2005.

## روابط خارجية
- شهادي رايت جوزيف على موقع IMDb (الإنجليزية)